# Calycomyza longicauda
Calycomyza longicauda är en tvåvingeart som beskrevs av Blanchard 1954. Calycomyza longicauda ingår i släktet Calycomyza och familjen minerarflugor. Inga underarter finns listade i Catalogue of Life.